# Saran Traoré
Pour les articles homonymes, voir Traoré.
Saran Traoré est une journaliste de la presse écrite et femme politique guinéenne.

## Parcours professionnels

### CNT
Le 22 janvier 2022, elle est nommée conseillère au sein du Conseil national de la transition (CNT) de la Guinée en tant que représentant des organisations de femmes.
Lors de la sixième législature de la CEDEAO pour la période 2024-2028, elle a été désigné par l'institution parlementaire guinéenne pour la représenter.